# Casa de los Vettii

Plano de la Casa de los Vettii.

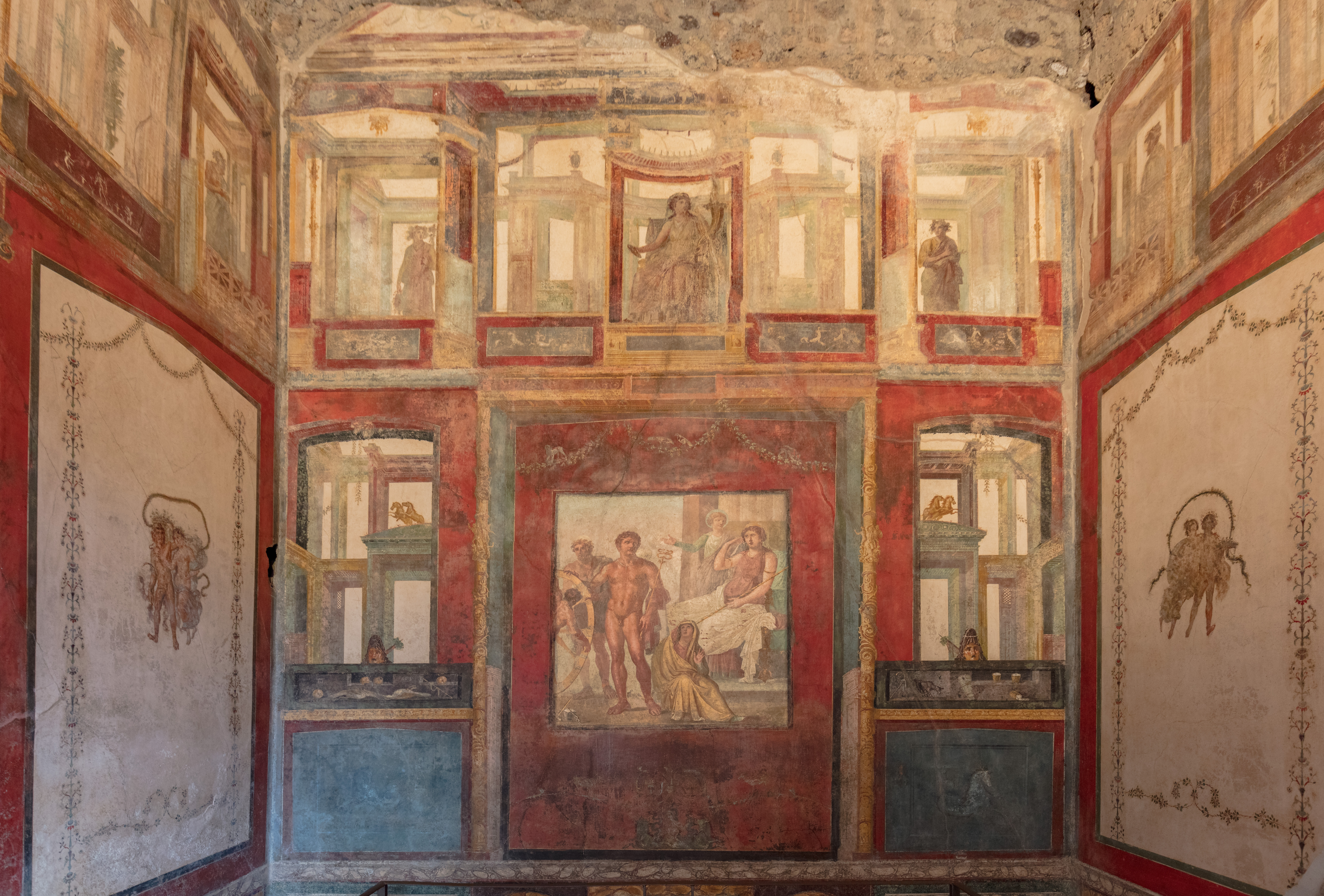
Pinturas en la «habitación de Ixión».

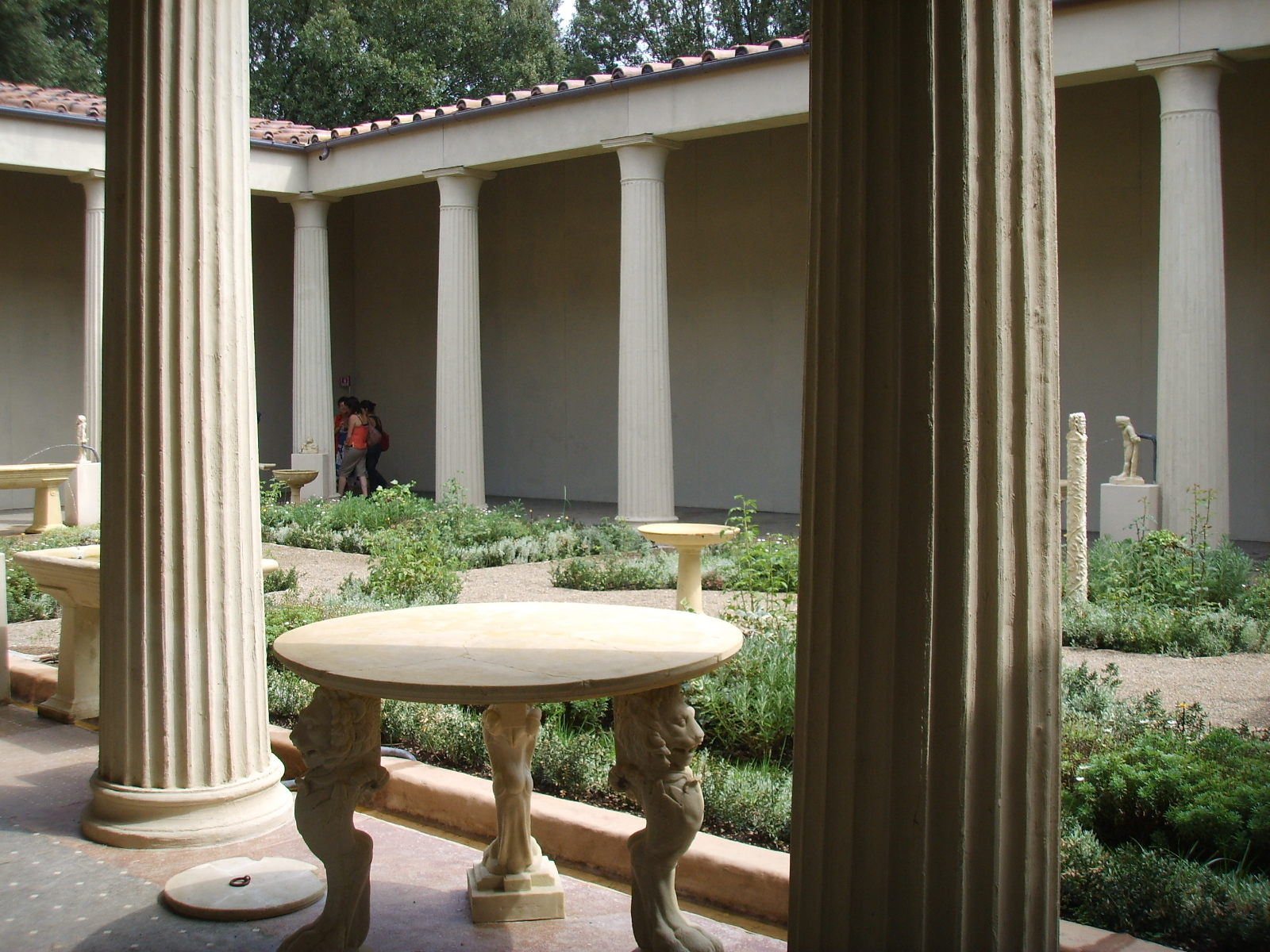
Reconstrucción del peristilo (sin los frescos decorativos), hecha para su exhibición en los jardines de Boboli, 2007.

La Casa de los Vettii es una de las residencias lujosas más famosas de Pompeya, siendo más una domus que una villa romana. Se conservó, como el resto de la ciudad, gracias a la erupción del Vesubio del 79 d. C. La casa recibe este nombre de sus propietarios, dos libertos de éxito: Aulo Vetti Conviva (Aulus Vettius Conviva), también sacerdote augustal, y Aulo Vetti Restituto (Aulus Vettius Restitutus), comerciantes de teñir telas. Su cuidadosa excavación ha conservado casi todos los frescos de los muros, que fueron terminados tras el grave terremoto del año 62 d.c., en el estilo que los historiadores llaman «cuarto estilo pompeyano». Debido a dichas pinturas se le considera la Capilla Sixtina de Pompeya. En enero de 2023 fue reabierta al público después de 20 años de restauración.

## Descripción
La Casa de los Vettii está situada en una calle trasera, frente a una taberna. La casa está construida en torno a dos centros abiertos al cielo, un atrio poco luminoso a los que pasarían las visitas, desde un pequeño vestíbulo oscuro que daba a la entrada de la calle, y más allá —perpendicular al eje de entrada— un peristilo iluminado por el sol de columnas dóricas acanaladas rodeado por todos los lados de un pórtico decorado con ricos frescos, a los que se abrían las estancias más formales. Las habitaciones del servicio están en un lado fuera del atrio, dispuestas alrededor de un pequeño atrio propio. Los importantes frescos decorativos animan el peristilo y sus espacios habitables (oeci) y el triclinio o comedor. 
En el vestíbulo de entrada la próspera imagen de Príapo casi a tamaño real pesa su erección, que sobresale por debajo de su túnica, con una bolsa rebosante de monedas en una balanza que sujeta con la mano. En toda la casa, la decoración está unificada por los fondos negros de sus grandes paneles de frescos, con marcos «pompeyanos» rojos y amarillos e imaginativos marcos arquitectónicos. También destacan sus frisos con Amorcillos en la parte inferior de las paredes, con el objeto de proteger del mal de ojo y la envidia de quienes entrasen en la casa. En el oecus, un friso a media altura, monocromo contra fondos oscuros, muestra a los putti y psiques dedicados a diversos oficios: viticultura, orfebrería, perfumería y similares. La habitación decorada más ricamente es prácticamente una galería pictórica, con trampantojos de arquitectura. El piso superior no se ha conservado.
El peristilo fue dispuesto simétricamente para una elaborada demostración acuática. Tenía piletas y fuentes en las que cabezas talladas escupían agua y otras esculturas, sendos mármoles de Baco, sátiros y Paris llevando como ofrenda un cordero y tres bronces de cupidos, cada uno llevando un ganso y un racimo de uvas. Las estatuas estaban conectadas a tuberías de plomo y expulsaban agua.

## Galería de imágenes

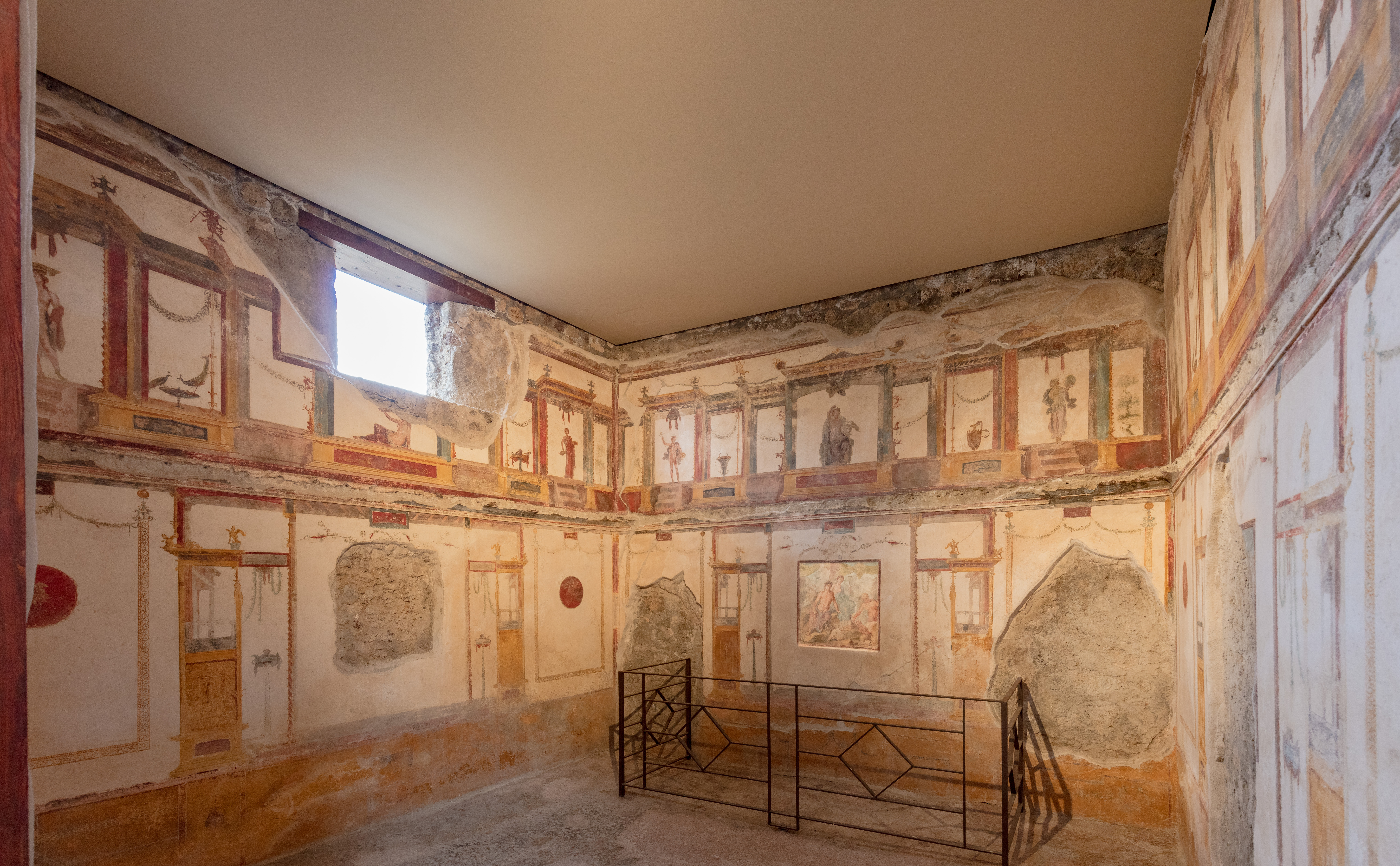
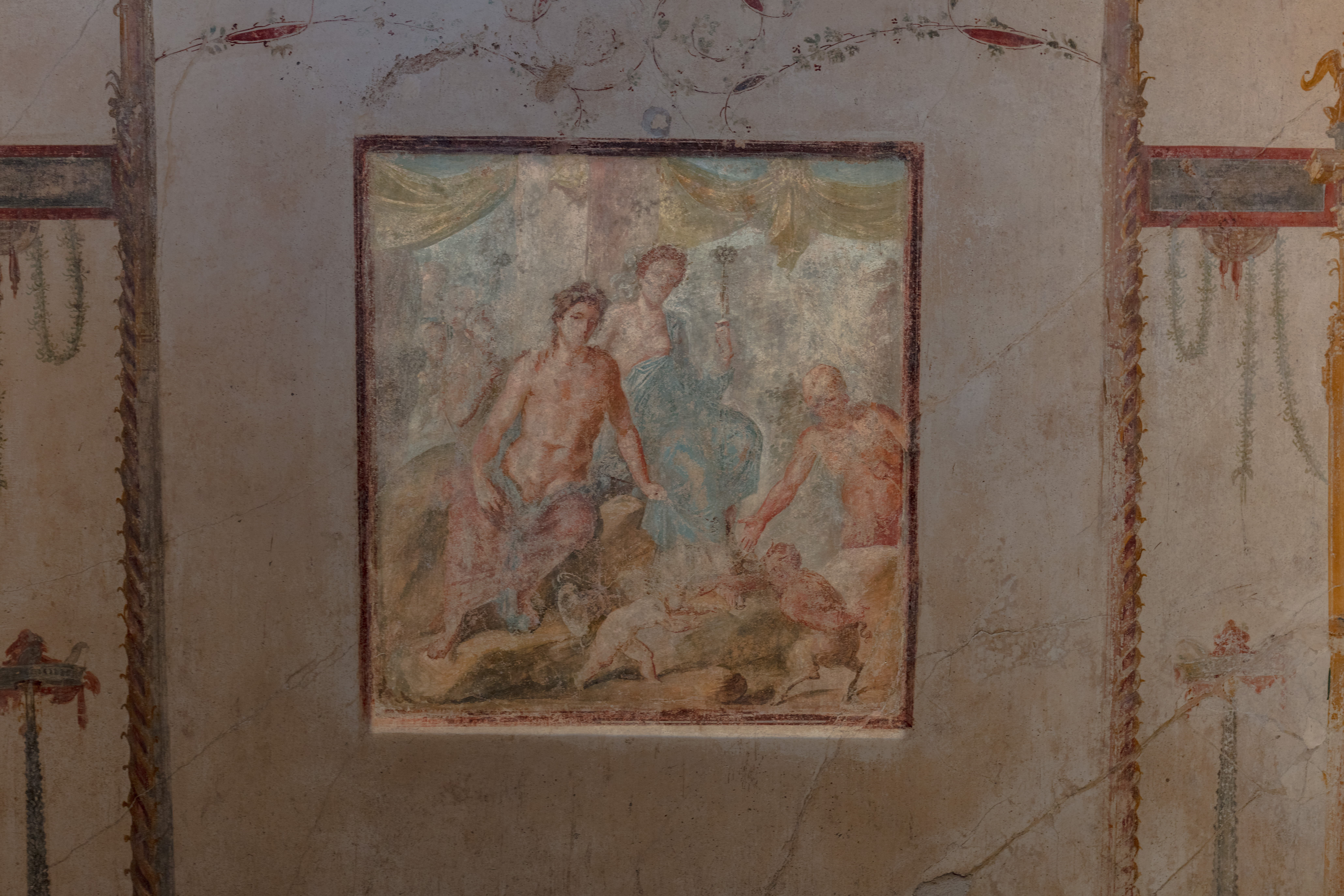
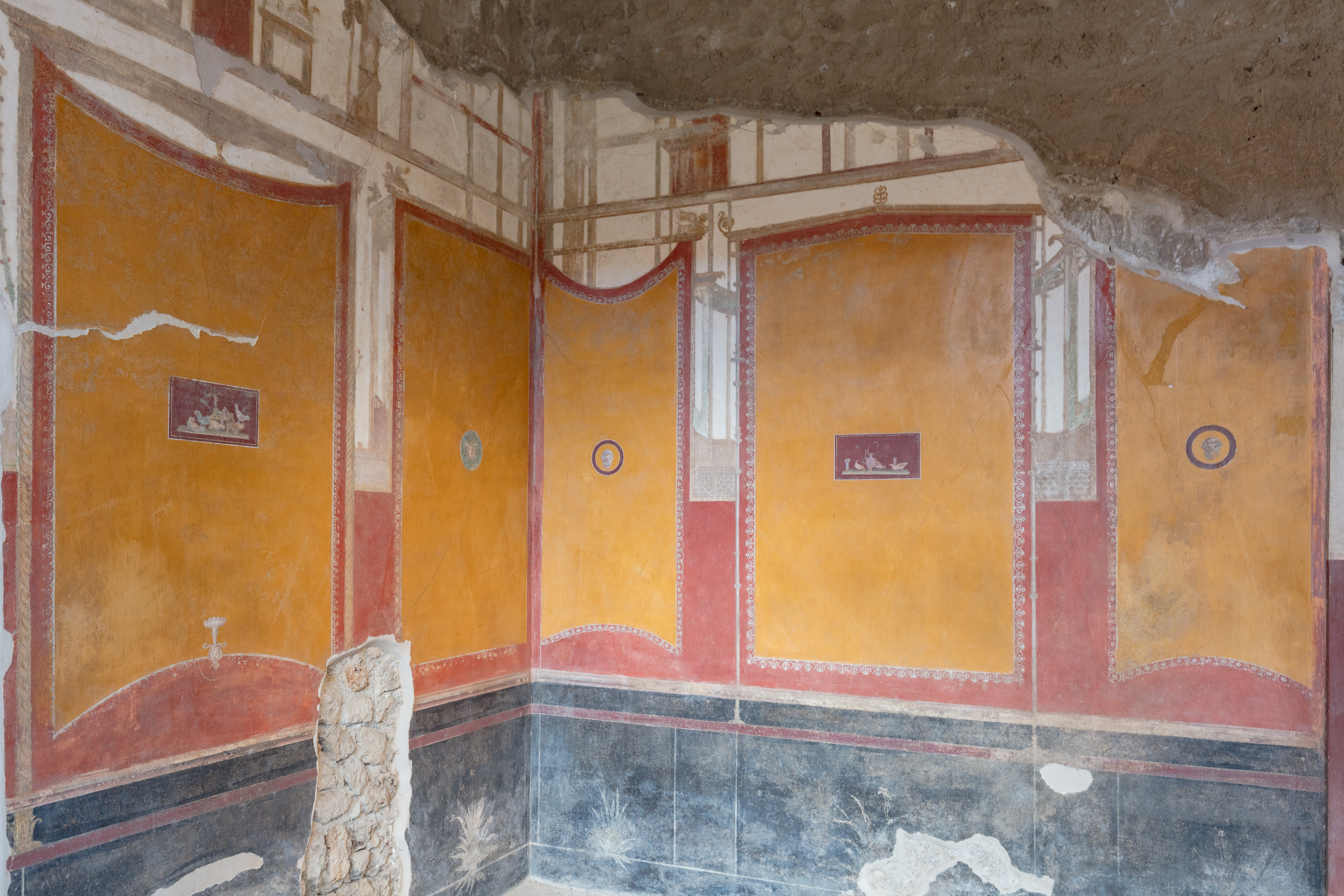
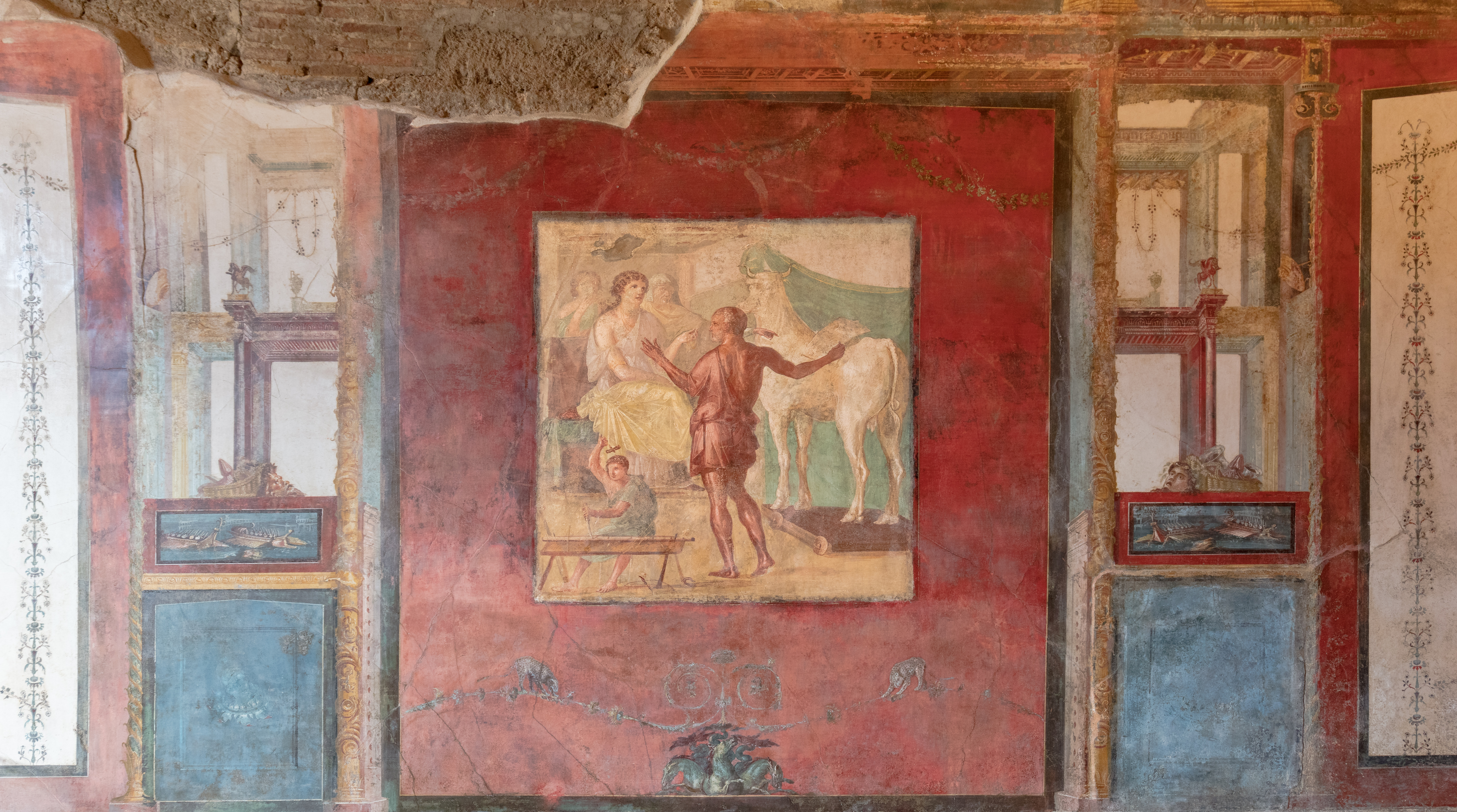
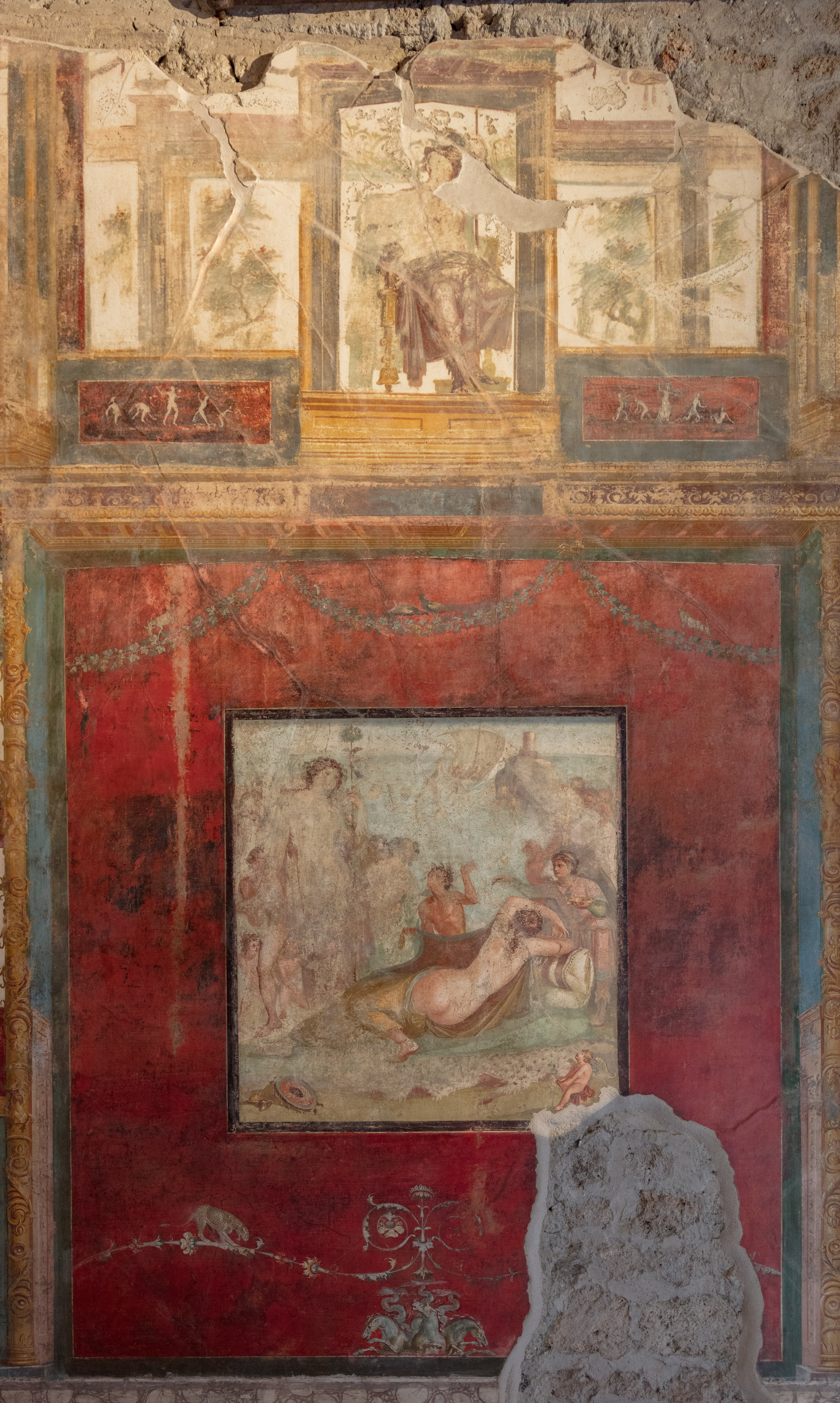
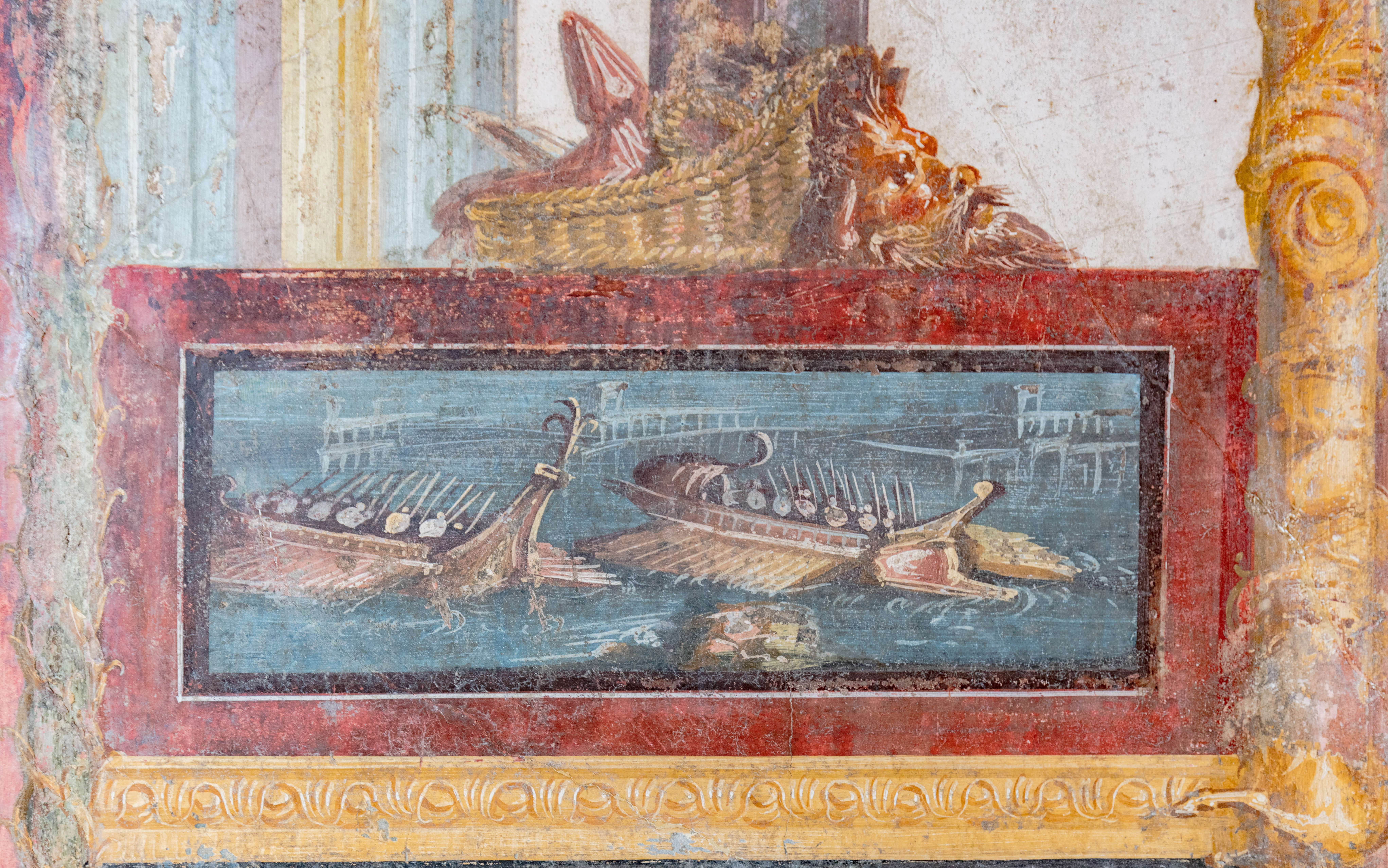
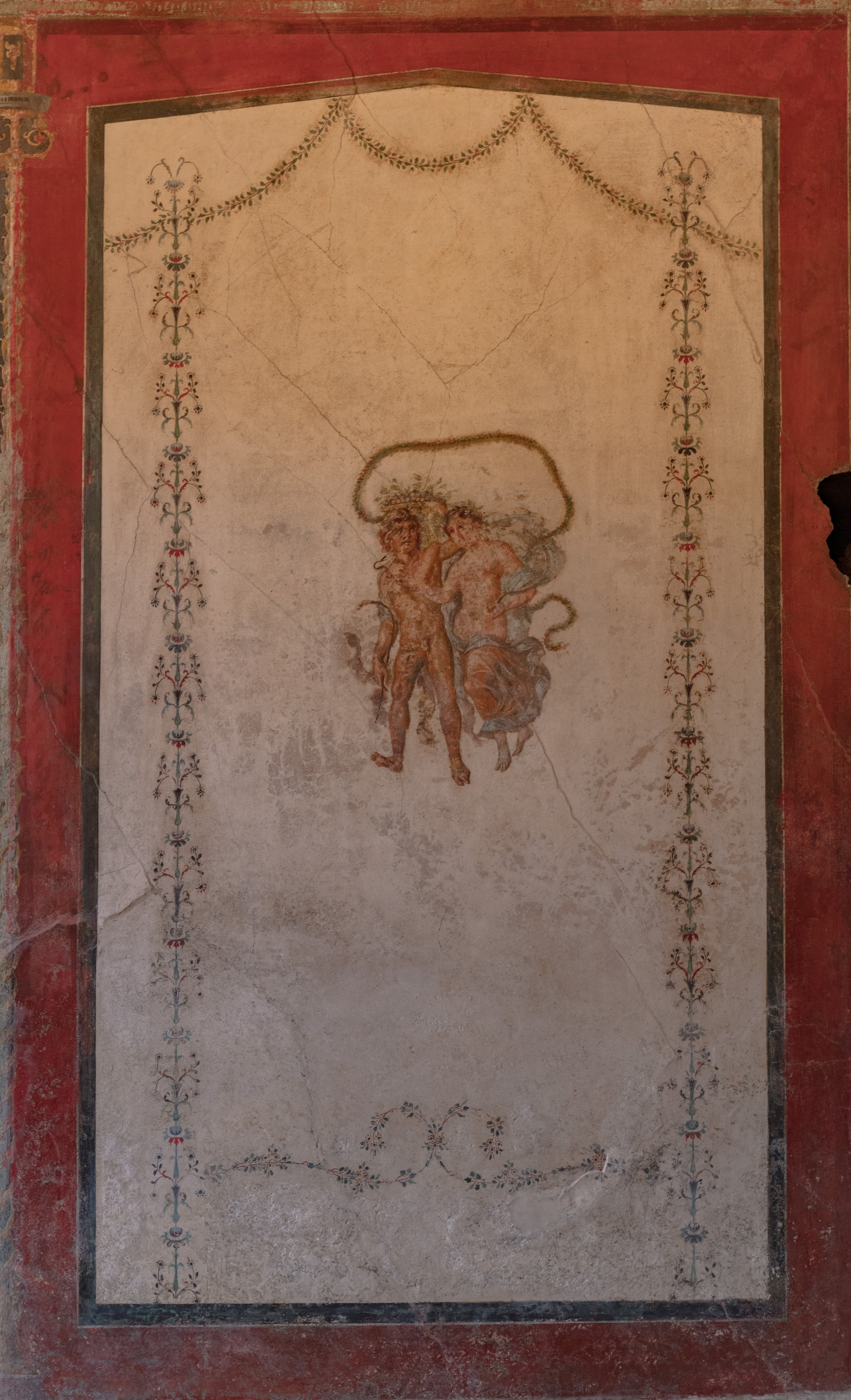
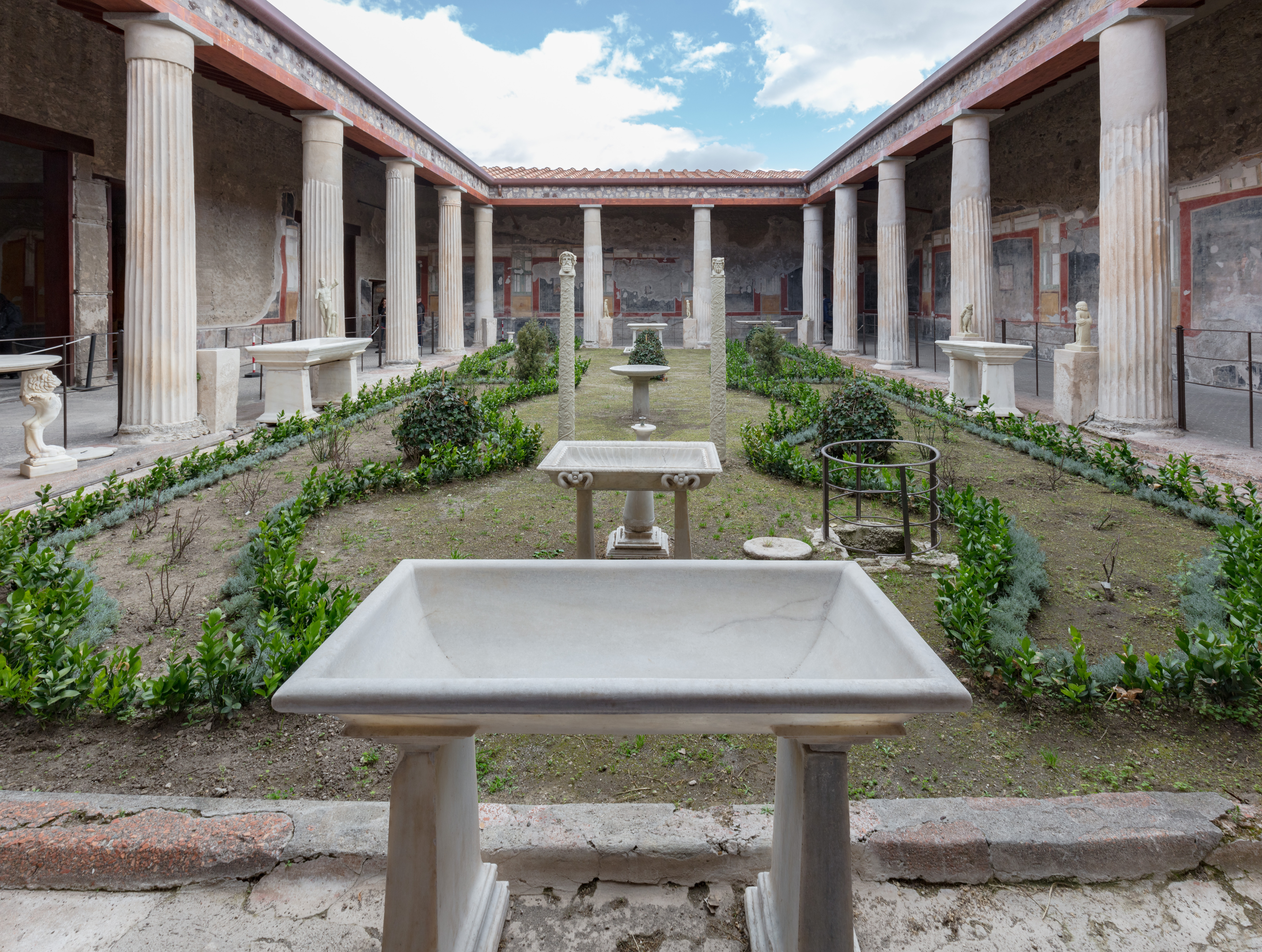
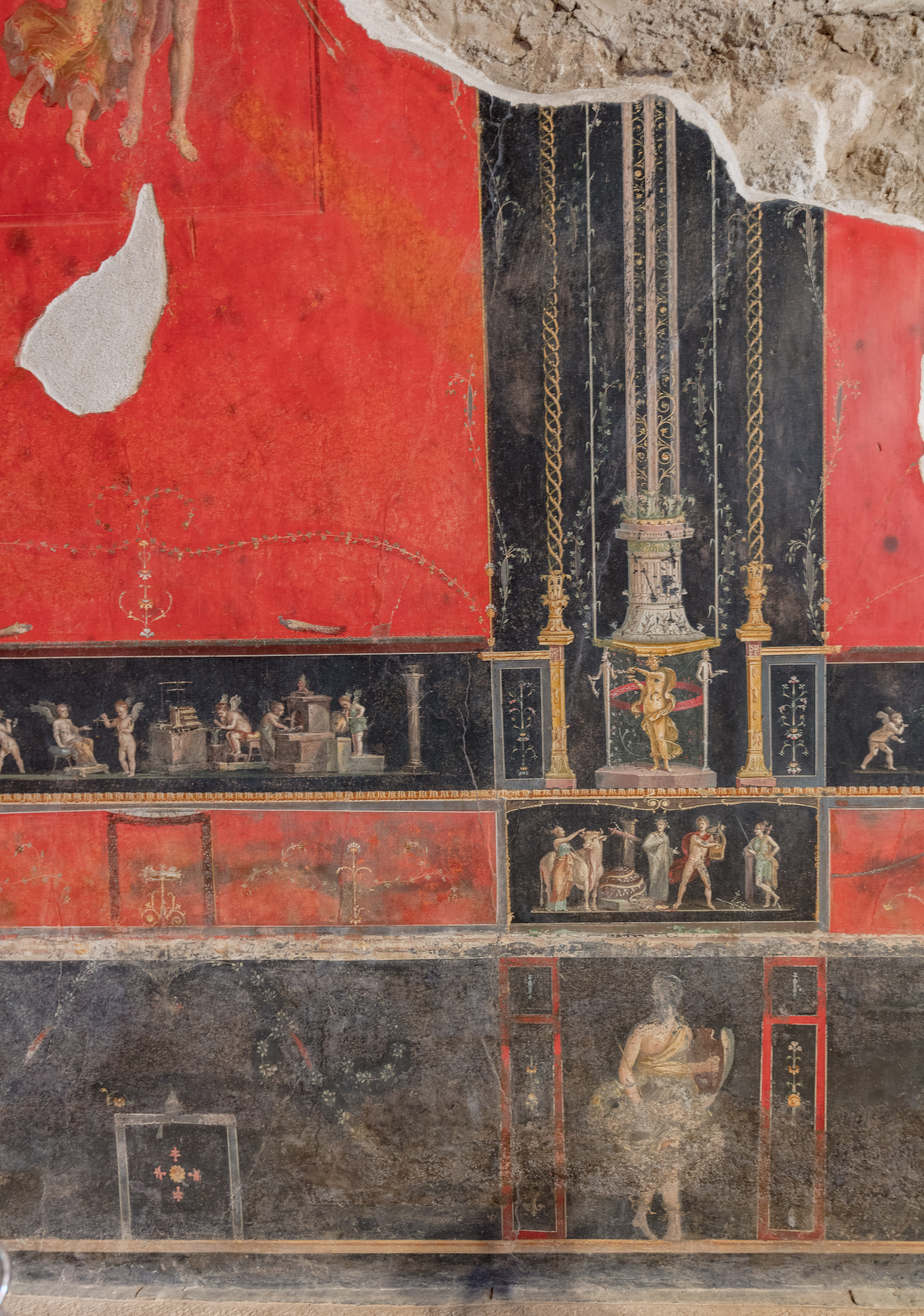
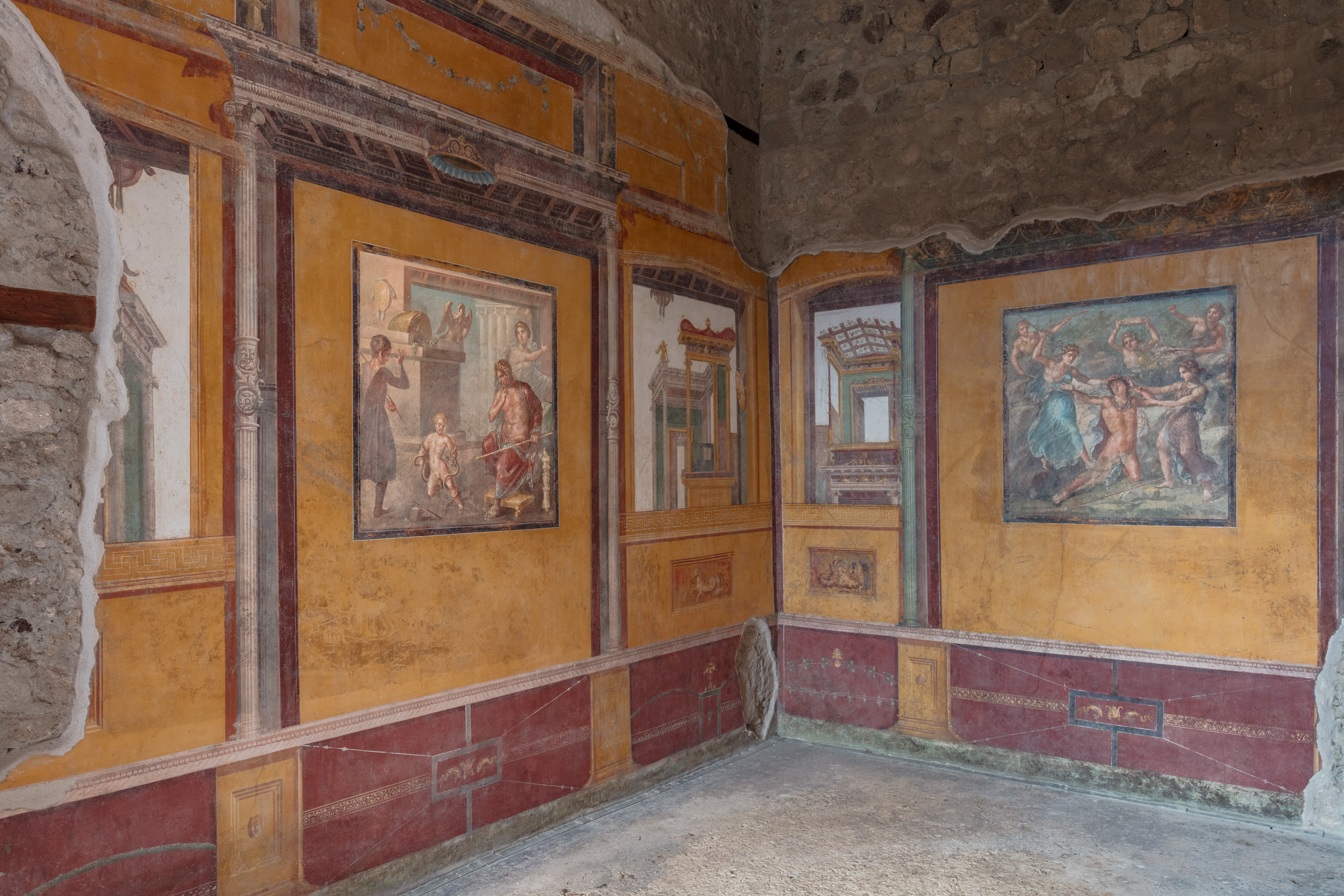

### Más información
- Etienne, R. (1986). Pompeii. The Day a City Died. Londres.
- Laurence, R. (1994). Roman Pompeii: Space and Society. Londres.
- Wallace-Hadrill, A. (1994). Houses and Society in Pompeii and Herculaneum. Princeton.

- Datos: Q1590855
- Multimedia: House of the Vettii (Pompeii) / Q1590855